# Бутарке
«Бутарке» (исп. Estadio Municipal de Butarque) — муниципальный мультиспортивный стадион, расположенный в испанском городе Леганес, находящемся в автономном сообществе Мадрид. В настоящее время вмещает 12 454 зрителя, являясь официальным домашним полем для одноименной местной футбольной команды.

## Краткая история арены
Поле имеет то же название, что и небольшая речка, протекающая через город. Стадион был построен в период с 1997 по 1998 годы с целью заменить старую городскую арену «Эстадио Луис Родригес де Мигель». Арена была официально открыта 14 февраля 1998 года товарищеским матчем между «Леганесом» и «Хересом».
Первоначально вместимость «Бутарке» составляла 8 138 мест, однако после повышения «Леганеса» в Ла Лигу в 2016 году она была расширена до 10 954 мест, разделенных на четыре сектора. 29 апреля 2016 года мэр Леганеса внес предложение о расширении стадиона до 12 000 мест, а также улучшении доступа болельщиков к арене. После последней на данный момент реконструкции стадион способен принять 12 454 зрителя.

## Иное использование
Помимо футбольных матчей, на стадионе также проводятся различные музыкальные концерты и фестивали.